# Sands of Time (album Born from Pain)
Sands of Time – drugi album studyjny holenderskiego zespołu Born from Pain.

## Lista utworów
1. "Death And The City" – 2:43
2. "Day of the Scorpio" – 2:39
3. "Under These Skies" – 2:32
4. "Stainless" – 3:20
5. "Black Gold" – 3:02
6. "The Longest Day / Midnight" – 2:42
7. "Harvest" – 2:54
8. "Never Return" – 2:51
9. "Rising Tide" – 2:47
10. "Here Lies Civilization" – 3:56

Utwory koncertowe w wydaniu nakładem Street Justice Records
11. "Death And The City"
12. "Reclaiming the Crown"
13. "Final Nail"
14. "Fallen Angel"
15. "Immortality"
16. "When We Were Kings"
Utwór bonusowy w wydaniu z 2004
11. "Rise From Rouin" – 3:56

## Twórcy
Skład zespołu
- Ché Snelting – śpiew
- Rob Franssen – gitara basowa, śpiew, teksty
- Karl Fieldhouse – gitara elektryczna
- Stefan van Neerven – gitara elektryczna, oprawa graficzna
- Pieter Hendricks – perkusja

Udział innych
- René Natzel – kierunek artystyczny[11]
- Tue Madsen – produkcja muzyczna, nagrywanie, miksowanie, mastering[12]
- Peter Neuber – mastering
- Matthias Kurth-Landwehr – fotografie

## Opis
- Album został nagrany w lutym 2003 w Antfarm Studios (Aabyhøj, Dania), kierowanym przez Tue Madsena[13]. Został wydany na wiosnę 2003 nakładem wytwórni GSR Music tj. Gangstyle Records (Holandia)[14]. Grupa zorganizowała koncert premierowy (tzw. release show) w klubie "de Oefenbunker" w Landgraaf, podczas którego wraz z Holendrami wystąpiła amerykańska formacja Terror, którego wokalistą jest Scott Vogel[15]. W tym samym roku płytę wydano też nakładem Street Justice Records (Niemcy). W jej zawartości umieszczono sześć utworów zarejestrowanych podczas występu grupy w ramach trasy koncertowej Eastpack Resistance Tour 2002 w Ancienne Belgique w Brukseli 17 listopada 2002. Wydawnictwo ukazało się wówczas w liczbie 500 sztuk płyt winylowych. Latem 2004 album został licencjonowany przez amerykańską wytwórnię Black Market Activities i był dystrybuowany przez Metal Blade Records[16][17]. To wydanie zawierało jeden utwór bonusowy. W 2006 wydano reedycję płyty wraz z 1,5-godzinnym materiałem zarejestrowanym na trzech koncertach[18].
- Album był promowany przez teledysk do utworu "Day of the Scorpio"[19], prezentowany m.in. w stacji MTV[15].
- Po wydaniu płyty zespół na przełomie czerwca i lipca 2003 grupa koncertowała po Europie z zespołem Madball[14], w tym samym roku z formacją Terror, a w marcu 2004 ponownie z Terrorem (oraz z The Promise, Shattered Realm) na zachodnim wybrzeżu Stanów Zjednoczonych[20][21][22].
- Utwory "Death And The City" i "Black Gold" dotyczą historii górniczego regionu w pobliżu rodzinnego miasta Born from Pain, tj. Heerlen[23].